# خواكيم ماس
خواكيم ماس (بالألمانية: Joachim Maass )‏ (و. 1901 – 1972 م) هو مؤلف، وأستاذ جامعي، وكاتب ألماني، ولد في هامبورغ، توفي في نيويورك، عن عمر يناهز 71 عاماً.

## جوائز
حصل على جوائز منها:
- جائزة المنافسة العامة  [لغات أخرى]‏ (1946)
- قائد الفنون والآداب

## روابط خارجية
- خواكيم ماس على موقع مونزينجر (الألمانية)